# Hall of Memory (Birmingham)

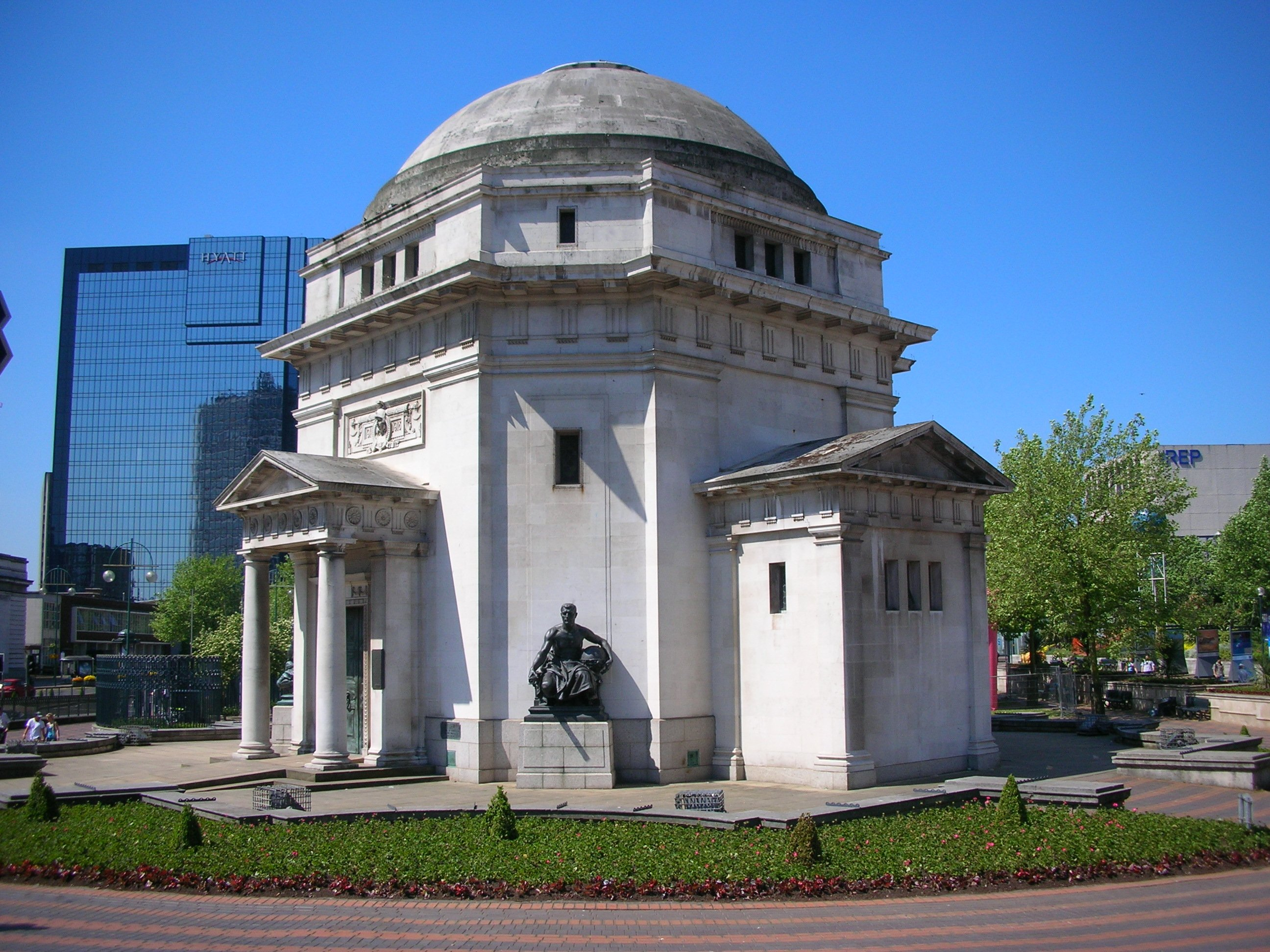
Hall of Memory

Die Hall of Memory am Centenary Square in Birmingham, England ist ein von S. N. Cooke und W. N. Twist entworfenes Kriegerdenkmal, das im Mai 1922 von John Barnsley and Son gebaut wurde. Die Halle wurde im Gedenken an die im Ersten Weltkrieg gefallenen 12.320 Bürger Birminghams errichtet.

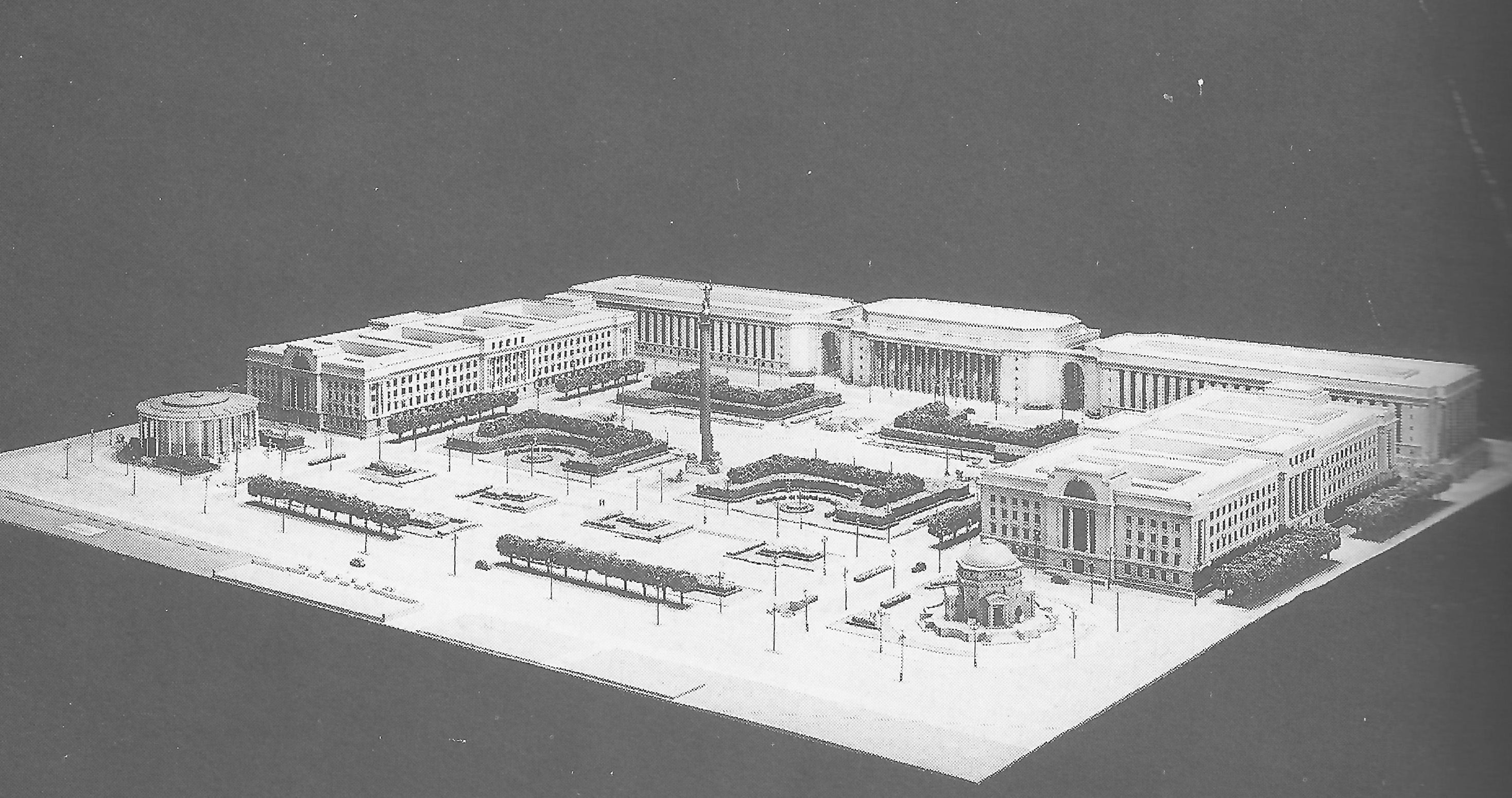
Modell für die geplante Bebauung in der Umgebung der Halle. Die Hall of Memory ist unten rechts zu sehen.

Die Halle wurde über dem aufgefüllten Kanalbecken des Gibson’s Arm errichtet. Der Stadtrat erwarb dieses Gelände, um dort neue Verwaltungsgebäude, das Bürgermeisterhaus, eine öffentliche Bücherei und eine Konzerthalle entstehen zu lassen. Die Pläne wurden mit dem Ausbruch des Zweiten Weltkriegs aufgegeben. Lediglich Baskerville House wurde zur Hälfte fertiggestellt.

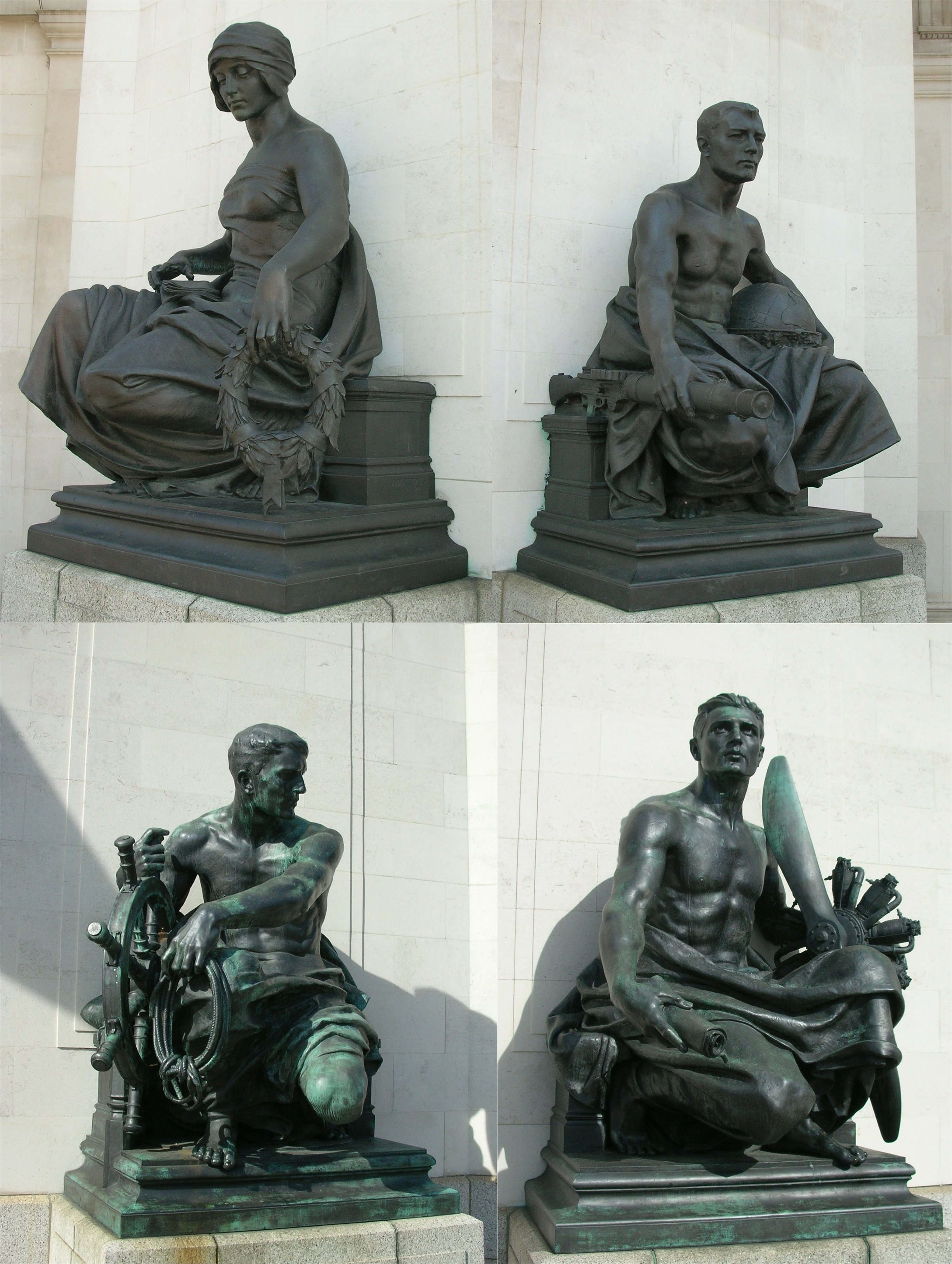
Bronzestatuen von Albert Toft

Der Grundstein aus Portland-Stein wurde am 12. Juni 1923 durch Eduard VIII., damals Prince of Wales, gelegt. Die Kosten des Baus betrugen 60.000 £ und wurden durch öffentliche Spenden getragen. Das Denkmal wurde am 4. Juli 1925 durch Prince Arthur of Connaught im Beisein einer Menge von 30.000 Personen eröffnet. Die vier Statuen von Albert Toft im Außenbereich der Halle repräsentieren British Army, Royal Navy, Royal Air Force und die Women’s Services.
Im Innenbereich sind drei Flachrelieftafeln (155 cm × 223 cm) von William Bloye angebracht: Ruf (Aufbruch in den Krieg), Frontlinie (Gefecht), Rückkehr (Heimkehr der Verwundeten). Sie tragen die Inschrift:

“OF 150,000 WHO ANSWERED THE CALL TO ARMS 12,320 FELL: 35,000 CAME HOME DISABLED

AT THE GOING DOWN OF THE SUN AND IN THE MORNING WE WILL REMEMBER THEM

SEE TO IT THAT THEY SHALL NOT HAVE SUFFERED AND DIED IN VAIN +*+”

„VON 150.000 DIE DEM RUF ZU DEN WAFFEN FOLGTEN FIELEN 12.320: 35.000 KEHRTEN VERSEHRT HEIM

WÄHREND DES SONNENUNTERGANGS UND AM MORGEN WERDEN WIR UNS IHRER ERINNERN

SORGT DAFÜR DAS SIE NICHT UMSONST LITTEN UND STARBEN +*+“

Darüber hinaus gibt es eine von Sidney Meteyard gestaltete Gefallenenliste in Buchform.
Nachdem sie bis dahin in der Denkmalliste als Grade II geführt wurde, wurde die Halle im November 2014 in die höchste Kategorie Grade I aufgenommen.
Als 1989 an der Hall of Memory der Centenary Square angelegt wurde, verlegte man die 1925 entstandene First World War Memorial Colonnade von dort auf das Gelände der im Zweiten Weltkrieg weitgehend zerstörten St Thomas Church, welches in der Folge zum St Thomas’ Peace Garden umgestaltet wurde.